# العلاقات السعودية الفيجية
العلاقات السعودية الفيجية هي العلاقات الثنائية التي تجمع بين السعودية وفيجي.

## مقارنة بين البلدين
هذه مقارنة عامة ومرجعية للدولتين:
| وجه المقارنة                                              | السعودية        | فيجي                                                                 |
| --------------------------------------------------------- | --------------- | -------------------------------------------------------------------- |
| المساحة (كم2)                                             | 2.25 مليون      | 18.27 ألف                                                            |
| عدد السكان (نسمة)                                         | 33.00 مليون     | 915.30 ألف                                                           |
| الكثافة السكانية (ن./كم²)                                 | 14.67           | 50.1                                                                 |
| العاصمة                                                   | الرياض، الدرعية | سوفا                                                                 |
| اللغة الرسمية                                             | اللغة العربية   | لغة إنجليزية، اللغة الفيجية، اللغة الفيجي الهندية، اللغة الهندستانية |
| العملة                                                    | ريال سعودي      | دولار فيجي                                                           |
| الناتج المحلي الإجمالي (بليون دولار)                      | 683.83 مليار    | 5.06 مليار                                                           |
| الناتج المحلي الإجمالي (تعادل القوة الشرائية) بليون دولار | 1.69 تريليون    | 8.32 مليار                                                           |
| الناتج المحلي الإجمالي الاسمي للفرد دولار أمريكي          | 20.48 ألف       | 4.96 ألف                                                             |
| الناتج المحلي الإجمالي للفرد دولار أمريكي                 | 52.01 ألف       | 8.79 ألف                                                             |
| مؤشر التنمية البشرية                                      | 0.837           | 0.727                                                                |
| رمز المكالمات الدولي                                      | +966            | +679                                                                 |
| رمز الإنترنت                                              | .sa             | .fj                                                                  |
| المنطقة الزمنية                                           | ت ع م+03:00     | ت ع م+12:00                                                          |

## منظمات دولية مشتركة
يشترك البلدان في عضوية مجموعة من المنظمات الدولية، منها:
| علم المنظمة | اسم المنظمة                               | تاريخ انضمام السعودية | تاريخ انضمام فيجي |
| ----------- | ----------------------------------------- | --------------------- | ----------------- |
|             | يونسكو                                    | 4 نوفمبر 1946         | 14 يوليو 1983     |
|             | البنك الدولي للإنشاء والتعمير             | 26 أغسطس 1957         | 28 مايو 1971      |
|             | منظمة حظر الأسلحة الكيميائية              | ?                     | ?                 |
|             | الأمم المتحدة                             | 24 أكتوبر 1945        | 13 أكتوبر 1970    |
|             | مؤسسة التمويل الدولية                     | 18 سبتمبر 1962        | 12 يوليو 1979     |
|             | المركز الدولي لتسوية المنازعات الاستشارية | 7 يونيو 1980          | 10 سبتمبر 1977    |
|             | وكالة ضمان الاستثمار متعدد الأطراف        | 12 أبريل 1988         | 24 سبتمبر 1990    |
|             | الاتحاد البريدي العالمي                   | ?                     | ?                 |
|             | مؤسسة التنمية الدولية                     | 30 ديسمبر 1960        | 29 سبتمبر 1972    |
|             | منظمة الشرطة الجنائية الدولية             | 13 يونيو 1956         | ?                 |
|             | منظمة التجارة العالمية                    | 11 نوفمبر 2005        | ?                 |
|             | المنظمة الهيدروغرافية الدولية             | 8 أبريل 2002          | ?                 |
|             | الاتحاد الدولي للاتصالات                  | 7 فبراير 1949         | 5 مايو 1971       |

## وصلات خارجية
- موقع وزارة الخارجية السعودية
- موقع وزارة الخارجية الفيجية